# Ordine di Vasa
L'Ordine di Vasa (Kungliga Vasaorden) è un ordine cavalleresco svedese che può essere conferito ai cittadini svedesi per il servizi resi allo stato o alla società, in particolare nei settori commerciale, agricolo e minerario.

## Storia
L'Ordine venne istituito il 29 maggio 1772 dal re Gustavo III di Svezia ed è privo di restrizioni di nascita o di istruzione: può dunque essere assegnato a chiunque (contrariamente all'Ordine della Stella Polare, che è intesa come ricompensa per titoli di studio conseguiti e professioni apprese).
L'Ordine di Vasa cessò di essere conferito nel 1974 e venne ufficialmente dichiarato "quiescente" insieme con l'Ordine della Spada.
Nel 2019, una commissione parlamentare venne incaricata di stabilire delle linee guida su come reintrodurre gli Ordini svedesi, compreso l'Ordine della Spada, nel sistema delle onorificenze svedesi e su come i cittadini svedesi potessero nuovamente esserne insigniti. La commissione presentò i suoi risultati nel settembre del 2021 e il governo dichiarò che un disegno di legge in materia sarebbe stato presentato al Riksdag il 19 aprile 2022. Il disegno di legge fu approvato dal Riksdag a larga maggioranza il 19 giugno successivo. Il 20 dicembre 2022 il Governo svedese pubblicò il nuovo regolamento che abrogò quello del 1974, ripristinò la possibilità di conferire gli Ordini Reali ai cittadini svedesi e riattivò l'Ordine della Spada e l'Ordine di Vasa. Questo entrò in vigore dal 1º febbraio 2023.

## Classi
L'ordine dispone di cinque classi di benemeranza:
- Commendatore di Gran Croce: indossa il collare, una fascia pendente dalla spalla destra e la placca sul petto a sinistra.
- Commendatore di I Classe: indossa le insegne su un nastro e la placca sul petto.
- Commendatore: indossa le insegne su un nastro.
- Cavaliere di I Classe: indossa le insegne dell'ordine sul petto a sinistra.
- Cavaliere di II Classe: indossa le insegne dell'ordine su un nastro sul petto a sinistra.

Prima del 2023, gli ecclesiastici e le donne non erano insigniti del titolo di cavaliere ma di quello di Ledamot av andliga ståndet ("Membro dell'armatura") per i sacerdoti e di Ledamot ("Membro") per le donne. Tuttavia lo Statuto del 2023 non fa alcuna differenza tra uomini e donne.
| Nastri                 |                       |              |                          |                            |
| Cavaliere di II Classe | Cavaliere di I Classe | Commendatore | Commendatore di I Classe | Commendatore di Gran Croce |

## Insegne

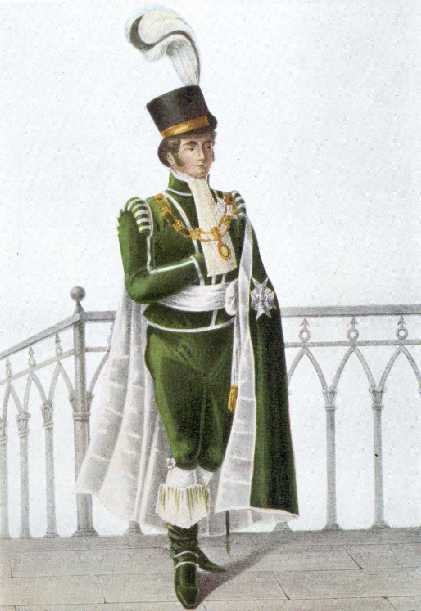
Miniatura di un cavaliere con le vesti dell'Ordine

- Il collare dell'Ordine è d'oro e consiste di quattro fasci (l'emblema del re Gustavo III di Svezia), quattro foglie di ortica smaltate di bianco, ciascuna recante uno scudo con l'emblema di Holstein, dove il re Adolfo Federico di Svezia, padre di Gustavo III, era nato, ed otto scudi blu timbrati delle tre corone, emblema della Svezia, ciascuno affiancato da un paio di cornucopie.
- La croce dell'Ordine è in smalto bianco con la stessa forma della Croce di Malta, in argento per i cavalieri di prima classe. Le corone appaiono fra le braccia della croce. Il disco centrale, di forma ovale e identico su entrambi i lati, è caratterizzato da una fascio d'oro su fondo di smalto nero, circondato da un anello di smalto rosso recante la scritta Gustaf 3. Instiktare 1772 ( "Istituita con Gustavo III, 1772"). Il croce è poi sormontata da una corona regale. Il nastro dell'ordine è verde.

## Insigniti notabili
- Kalākaua delle Hawaii
- Fu'ad I d'Egitto
- Amhà Selassié
- Johan Tobias Sergel
- Tord Magnuson
- John Ambler
- Yngve Larsson
- Sven Johan Ögrim
- Axel Petri
- Gustaf Arvid Lilliehöök
- Hjalmar Lundbohm
- Sigge Bergman
- Göthe Fernheden
- Olof Molander
- Hjalmar Petri
- Carl Petri
- Erik von Sydow
- Gunnar Göthberg
- Ernesto Augusto di Hannover
- Anton Fredrik Klaveness
- Sergej Jul'evič Vitte
- Carl Peter Thunberg